# عباس‌آباد (آق‌قلا)
عباس‌آباد روستایی در دهستان مزرعه شمالی بخش وشمگیر شهرستان آق‌قلا استان گلستان ایران است.

## جمعیت
بر پایه سرشماری عمومی نفوس و مسکن در سال ۱۳۹۵ جمعیت این مکان ۴۶۸ نفر (۱۴۱خانوار) بوده‌است.